# Medical Subject Headings
Медицинские предметные рубрики (Medical Subject Headings, сокращённо MeSH) — всеобъемлющий контролируемый словарь, индексирующий журнальные статьи и книги по естественным наукам; может также служить в качестве тезауруса, облегчающего поиск информации. Создан и обновляется Национальной медицинской библиотекой США, используется в базах статей Medline и PubMed.
MeSH может быть просмотрен и бесплатно загружен по Интернету через Medline. Ежегодное печатное издание перестало выпускаться в 2007 году, и в настоящее время MeSH доступен только через Интернет. Первоначально созданный на английском языке, MESH был переведён на многие другие языки.

## Структура MeSH
Версия MeSH 2009 года содержит в общей сложности 25186 предметных рубрик (дескрипторов). Большинство из них сопровождаются кратким описанием или определением, ссылками на другие дескрипторы, а также списком синонимов или схожих терминов. Благодаря спискам синонимов, MeSH может использоваться как тезаурус.

### Иерархия дескрипторов
Дескрипторы (предметные рубрики) сгруппированы в иерархическом порядке. Заданный дескриптор может появляться в нескольких местах иерархического дерева. Каждому дескриптору присвоен один или несколько индексов, обозначающих его положение в иерархическом дереве. Например, дескриптор «Новообразования желудочно-кишечного тракта» имеет индексы C06.301 и C04.588.274; «C» обозначает болезни, «C06» — заболевания желудочно-кишечного тракта, «C06.301» — новообразования желудочно-кишечного тракта; «C04» — индекс для новообразований, «C04.588» для новообразований по локализации, «C04.588.274» — для новообразований желудочно-кишечного тракта. Положение дескриптора в иерархическом дереве может изменяться по мере обновления MeSH. Каждый дескриптор также содержит уникальный буквенно-цифровой идентификатор, который остаётся неизменным.

### Описание
Большинство предметных рубрик начинаются с краткого описания или определения. Пояснительный текст написан составителями MeSH на основе информации из стандартных источников, если не указано иное. В качестве источников преимущественно используются энциклопедии и стандартные тематические учебники. Ссылки на отдельные высказывания в описаниях не указываются, при необходимости читатели могут воспользоваться библиографией.

### Отбор
В дополнение к иерархии дескрипторов, MeSH содержит небольшое число стандартных классификаторов (подрубрик), которые могут быть добавлены в дескриптор для его рубрикации. Например, у дескриптора «корь» есть классификатор «эпидемиология»; таким образом, статьи об эпидемиологии кори включены в раздел «корь/эпидемиология». Классификатор «эпидемиология» может добавляться и в другие дескрипторы болезней, однако, не все комбинации дескриптор/классификатор имеют смысл. Всего насчитывается 83 различных классификатора.

### Дополнения
В дополнение к дескрипторам MeSH содержит около 139 000 дополнительных концепт-записей. Они не относятся к сфере словаря как такового и не используются для индексации MEDLINE статей; они предназначены для расширения тезауруса и содержат ссылки на схожие дескрипторы для поиска в MEDLINE. Многие из этих записей — описания химических веществ.

## Использование в MEDLINE / PubMed
В MEDLINE/PubMed каждая журнальная статья индексируется по 10—15 рубрикам или подрубрикам, один или два из которых обозначены как «основные» и помечены звёздочкой. При выполнении поиска MEDLINE через PubMed, входящий термин автоматически переводится на соответствующий дескриптор. Помимо этого, по умолчанию в поиск будут включены все дескрипторы, расположенные ниже него в иерархии.

## Корневые категории иерархии
Корневыми категориями в иерархии дескрипторов MeSH являются:
- Анатомия [A]
- Организмы [B]
- Болезни [C]
- Химические вещества и средства [D]
- Аналитические, диагностические и терапевтические методы и оборудование [E]
- Психиатрия и психология [F]
- Биологические науки [G]
- Физические науки [H]
- Антропология, образование, социология и социальные явления [I]
- Технологии, продукты питания и напитки [J]
- Гуманитарные науки [K]
- Информатика [L]
- Персоналии [M]
- Здравоохранение [N]
- Характеристики публикаций [V]
- Географическая локализация [Z]

Полную иерархию можно посмотреть в списке кодов MeSH.